# Laios
Laios (Oudgrieks: Λάϊος) was een mythische koning van Thebe.
Hij was achterkleinzoon van Cadmus, zoon van Labdacus en vader van Oedipus.
Laios was nauwelijks één jaar oud toen zijn vader, koning Labdacus van Thebe, overleed. De kleine jongen werd dus onder het voogdijschap geplaatst van zijn oom Lycus, die regent werd. Maar deze werd een tijdje later tijdens een paleisrevolutie uit de weg geruimd door zijn neven Amphion en Zethus, die de troon usurpeerden, waarna de jonge Laios verplicht werd Thebe te verlaten en een schuiloord te zoeken bij koning Pelops in de Peloponnesos. Pas na de dood van de usurpators kon Laios naar Thebe terugkeren om zijn rechtmatige troon te bestijgen. Hierna trouwde hij met Iocaste, die hem een zoon Oedipus zou schenken.
De verdere lotgevallen van koning Laios en die van zijn nageslacht worden uitvoeriger verhaald in de Labdaciden-sage.